# Pontmain
Pontmain är en kommun i departementet Mayenne i regionen Pays de la Loire i nordvästra Frankrike. Kommunen ligger i kantonen Landivy som tillhör arrondissementet Mayenne. År 2022 hade Pontmain 808 invånare.

## Befolkningsutveckling
Antalet invånare i kommunen Pontmain
| Referens: INSEE |